# Samson Matam
Samson N'Dicka Matam (22 de marzo de 1976) es un deportista francés de origen camerunés que compitió en halterofilia. Su hermano Bernardin también compitió en halterofilia.
Ganó una medalla de bronce en el Campeonato Europeo de Halterofilia de 2006, en la categoría de 62 kg. Participó en tres Juegos Olímpicos de Verano, entre los años 1996 y 2004, ocupando el sexto lugar en Atenas 2004, en la misma categoría.

## Palmarés internacional
| Campeonato Europeo | Campeonato Europeo     | Campeonato Europeo | Campeonato Europeo |
| Año                | Lugar                  | Medalla            | Categoría          |
| ------------------ | ---------------------- | ------------------ | ------------------ |
| 2006               | Władysławowo (Polonia) | Medalla de bronce  | 62 kg              |